# سيدي عبد النبي (الوڭوم)
سيدي عبد النبي هي إحدى مشيخات المملكة المغربية، تتبع جغرافيا لإقليم طاطا وإداريًا لالوڭوم. يقدر عدد سكانها بـ 244 نسمة حسب الإحصاء الرسمي للسكان والسكنى لسنة 2004.